# Перипатетици
Ликейска школа е философска школа в Древна Гърция, чийто основател е Аристотел. Нарича се Ликейска (на старогръцки: Λύκειον, латинското произношение е Лицей) поради разположения в близост до школата храм на Аполон Ликейски, в източната част на древна Атина.

## Най-известни представители
- Аристотел
- Теофраст
- Евдем
- Аристоксен
- Дикеарх
- Стратон